# Eduardo de Pedro
Eduardo Enrique de Pedro, detto Wado (Mercedes, 11 novembre 1976), è un politico argentino.
Dal 10 dicembre 2019 al 10 dicembre 2023 ha ricoperto l'incarico di ministro degli Interni dell'Argentina.

## Biografia
Figlio di due militanti del movimento terrorista Montoneros, il padre, studente di giurisprudenza, fu ucciso dalla dittatura militare nel 1977 mentre la madre, ancora incinta, fu sequestrata dai militari nel 1978.
De Pedro ha studiato giurisprudenza presso l'Università di Buenos Aires e ha in seguito frequentato un master presso l'Università di San Andrés. È uno dei fondatori dell'organizzazione HIJOS.
La sua carriera politica è iniziata nel 2004 quando è stato nominato capo di gabinetto del Sottosegretario al Turismo della città di Buenos Aires durante l'amministrazione di Aníbal Ibarra.  Due anni più tardi, assieme a Máximo Kirchner, Juan Cabandié e Mariano Recalde, fu tra i fondatori del movimento giovanile kirchnerista La Cámpora.
Nel 2009 de Pedro fu nominato nel direttivo delle compagnie aeree recentemente nazionalizzate Aerolíneas Argentinas e Austral Líneas Aéreas.
Nel 2011 fu eletto alla Camera dei Deputati nella fila del Fronte per la Vittoria. Tre anni più tardi, in rappresentanza della maggioranza, fu nominato nel Consiglio della Magistratura. Il 26 febbraio 2015 de Pedro ottenne la Segreteria Generale della Presidenza. Ricoprì tale incarico sino alla fine del mandato di Cristina Fernández de Kirchner. 
In occasione delle elezioni del 2015 de Pedro fu capolista dei deputati del Fronte per la Vittoria nella provincia di Buenos Aires. Tre anni più tardi fu nuovamente nominato, questa volta in rappresentanza dell'opposizione, all'interno del Consiglio della Magistratura.
Il 10 dicembre 2019 è stato nominato dal presidente Alberto Fernández ministro dell'Interno.